# Tapihana Paikea
Tapihana « Dobbie » Paraire Paikea, né Poata Paikea le 26 janvier 1920 à Tinopai et mort le 7 janvier 1963 à Kaiwaka, est un homme politique néo-zélandais.

## Biographie
Issu de l’iwi (tribu maorie) Te Uri-o-Hau (en) et affilié également aux iwi Te Roroa (en) et Ngapuhi, il naît sur les terres tribales dans le nord de l'île du Nord. Son père, Paraire Karaka Paikea (en), est un ministre de l'Église Ratana, et Dobbie Paikea est éduqué dans une école de l'Église. Son père est élu député ratana à la Chambre des représentants de Nouvelle-Zélande en 1938 et siège avec l'arrière-ban du gouvernement travailliste de Michael Savage. Dobbie Paikea, de son côté, obtient un emploi dans l'administration publique à Auckland.
Son père meurt en 1943 à l'âge de seulement 48 ans, et Dobbie Paikea se présente aux élections législatives de 1943 comme candidat travailliste dans sa circonscription vacante de « Maori nord », une circonscription réservée aux Maoris. Entrant ainsi à la Chambre des représentants à l'âge de 23 ans, il est le « bébé de la Chambre » et l'un des plus jeunes députés de l'histoire de la Nouvelle-Zélande,. Il est également remarqué pour sa grande taille (1m93) et son comportement généralement jovial et amiable. Dans son premier discours au Parlement, il promeut l'effort de guerre consenti par les Maoris pour la Seconde Guerre mondiale, et affirme la fierté culturelle propre aux Maoris.
En tant que député, il encourage les citoyens de sa circonscription à porter à l'attention du Parlement les violations du traité de Waitangi ayant affecté leurs tribus. Le traité, signé en 1840, oblige le gouvernement néo-zélandais à respecter la propriété foncière collective des tribus maories, et les tribus du nord du pays, encouragées par leur député, soulignent les expropriations passées en violation du traité. Dobbie Paikea obtient du Parlement et du gouvernement la restitution de certaines terres aux tribus, et le paiement par le gouvernement de compensations financières aux tribus spoliées.
Dans le même temps, il mène campagne pour la construction de nouvelles écoles dans les zones rurales maories et l'extension d'écoles existantes surchargées, ainsi que pour la formation d'un plus grand nombre de médecins et d'infirmiers maories, « notamment dans le domaine de la santé mentale ».
Les travaillistes perdent les élections de 1949, et Dobbie Paikea est donc un député d'opposition de 1949 à 1957. Il demande avec insistance au gouvernement conservateur de bâtir davantage de maisons pour loger les nombreux Maoris qui quittent leurs villages dans un exode urbain vers les villes. Il dénonce par ailleurs la discrimination raciale affectant les Maoris en termes d'accès au logement, aux hôtels et aux emplois dans le secteur privé. Avec le bref retour au pouvoir des travaillistes menés par Walter Nash, il est le président de la commission parlementaire aux affaires maories de 1957 à 1960.
De santé fragile, il meurt à l'âge de 42 ans en 1963. Ses neuf enfants lui survivent tous.